# Elżbieta Mańczak-Wohlfeld
Elżbieta Mańczak-Wohlfeld (ur. 1950) – polska filolożka angielska, profesor nauk humanistycznych, nauczyciel akademicki Uniwersytetu Jagiellońskiego. Jest córką Witolda Mańczaka. 

## Życiorys
W 1973 ukończyła na Uniwersytecie Jagiellońskim studia na kierunku filologia angielska. W 1977 na podstawie rozprawy pt. Imperative sentences in English uzyskała na Wydziale Neofilologii Uniwersytetu Warszawskiego stopień naukowy doktora nauk humanistycznych w dyscyplinie językoznawstwo w specjalności filologia angielska. W 1992 na Wydziale Filologicznym Uniwersytetu Jagiellońskiego na podstawie dorobku naukowego oraz monografii Analiza dekompozycyjna zapożyczeń angielskich w języku polskim otrzymała stopień doktora habilitowanego nauk humanistycznych dyscyplina: językoznawstwo specjalność: językoznawstwo angielskie. W 1996 nadano jej tytuł profesora nauk humanistycznych. Została profesorem zwyczajnym w Instytucie Filologii Angielskiej Wydziału Filologicznego UJ. Odznaczona Srebrnym Krzyżem Zasługi w 2001, Medalem Komisji Edukacji Narodowej w 2007, Złotym Medalem za Długoletnią Służbę w 2010
Inne pełnione funkcje:
- Zastępca przewodniczącego Komitetu Językoznawstwa PAN
- Członek Komisji Neofilologicznej PAU
- Członek Centralnej Komisji do Spraw Stopni i Tytułów
- Prezes Polskiego Towarzystwa Językoznawczego
- Dyrektor Instytutu Filologii Angielskiej Uniwersytetu Jagiellońskiego
- Członek Rady Doskonałości Naukowej (od 2019)[3][5].

## Książki
- Analiza dekompozycyjna zapożyczeń angielskich w języku polskim. Zeszyty Naukowe UJ. Prace Językoznawcze 235. Kraków: Wydawnictwo Uniwersytetu Jagiellońskiego, 1992.
- Angielskie elementy leksykalne w języku polskim. Kraków: Towarzystwo Autorów i Wydawców Prac Naukowych „Universitas”, 1994.
- Tendencje rozwojowe współczesnych zapożyczeń angielskich w języku polskim. Kraków: Towarzystwo Autorów i Wydawców Prac Naukowych „Universitas”, 1995.
- A Dictionary of European Anglicisms. A Usage Dictionary of Anglicisms in Sixteen European Languages, autorka części Polish. M. Görlach (red.). Oxford: Oxford University Press, 2001 (wydanie II – 2005).
- Angielsko-polskie kontakty językowe. Kraków: Wydawnictwo Uniwersytetu Jagiellońskiego, 2006.

Źródło